# Vodní mlýn v Hrádku
Vodní mlýn v Hrádku v okrese Klatovy je vodní mlýn, který stojí v jihovýchodní části obce na říčce Ostružná. Je chráněn jako nemovitá kulturní památka České republiky.

## Historie
Mlýn s barokním jádrem byl upravován v roce 1865 a přestavěn na začátku 20. století.

## Popis
Přízemní, zděné obytné stavení s mlýnicí má barokní štít. Chlévy a stodola stojí na protější straně dvora. Kamenné zdi jsou omítané, sedlová střecha je pokryta taškami. Interiér má ploché stropy. Voda na vodní kolo vedla náhonem.